# Portulacaria namaquensis
Portulacaria namaquensis, (anteriorment anomenat Ceraria namaquensis, és una espècie d'arbustos suculents, natiu de la zona fronterera entre Sud-àfrica i Namíbia.

El nom actual de la planta és Portulacaria namaquensis, a causa dels recents estudis filogenètics que han demostrat que es troba, de fet, dins del gènere Portulacaria.
El seu parent més proper és l'espècie Portulacaria armiana

## Distribució
L'hàbitat natural d'aquesta espècie s'estén al llarg de la vall del riu Orange, al llarg de la frontera entre Namíbia i Sud-àfrica. També s'ha registrat a prop de la costa una mica més al nord de Namíbia.
És una zona extremadament àrida i plujosa a l'hivern. En el cultiu, requereix sòl extremadament ben drenat, i generalment es cultiva empeltada en un portaempelt més resistent Portulacaria afra.

## Descripció

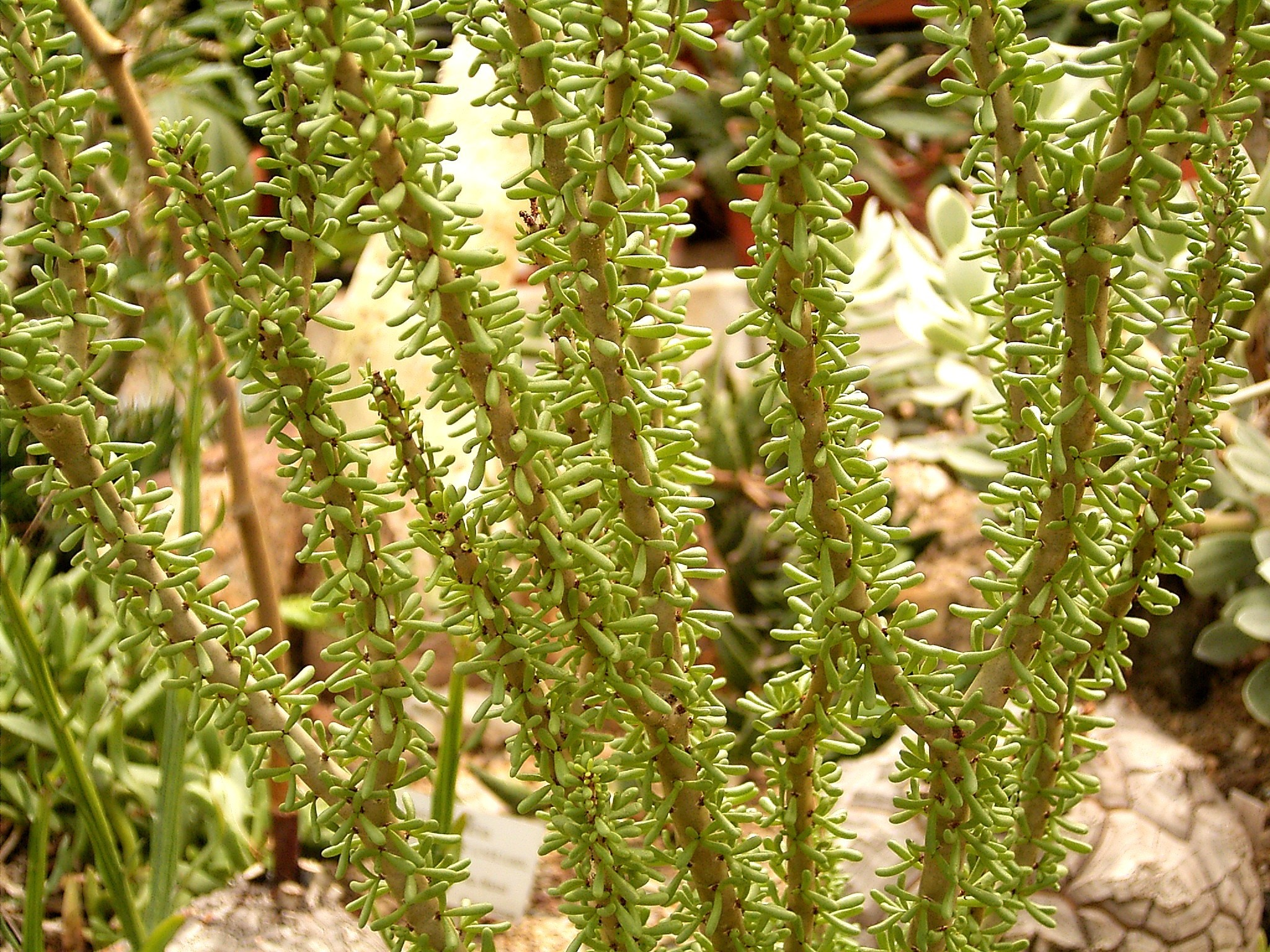
Detall de les fulles distintives

Assoleix entre una altura d'1,3 a 1,8 metres, i generalment té fulles petites, ovoides i en forma de pal.
Aquestes fulles suculentes són caducifòlies i densament cobreixen les seves tiges. Les tiges són fortes i creixen cap amunt, on es bifurquen. Són de creixement lent. Les seves flors solen ser unisexuals.